# 天使の歌声
『天使の歌声』（てんしのうたごえ、原題：Angel Clare）は、アート・ガーファンクル初のソロアルバム。原題は、トーマス・ハーディの小説『ダーバヴィル家のテス』の登場人物エンジェル・クレアからとられている。「君に歌おう僕の歌」はヴァン・モリソンが提供した曲で、モリソン自身はアルバム『ムーンダンス』（1970年）用に録音を残したが、当時は未発表となっていた。
第1弾シングル「友に捧げる讃歌」は全米9位のヒットとなり、1974年にシングル・カットされた「君に歌おう僕の歌」は全米38位を記録した。

## 収録曲
Side 1
1. 青春の旅路 - "Traveling Boy" (Paul Williams, Roger Nichols) - 4:55
2. 悲しみのウィロー・ガーデン - "Down In The Willow Garden" (Charlie Monroe) - 3:54
3. 君に歌おう僕の歌 - "I Shall Sing" (Van Morrison) - 3:30
4. 老人 - "Old Man" (Randy Newman) - 3:20
5. 木の葉は落ちて／魂は何処へ - "Feuilles-Oh/Do Space Men Pass Dead Souls On Their Way To The Moon?" (Traditional/Johann Sebastian Bach, Linda Grossman(lylic)) - 3:07

Side 2
1. 友に捧げる讃歌 - "All I Know" (Jimmy Webb) - 3:43
2. ひとりぼっちのメリー - "Mary Was An Only Child" (Albert Hammond, Jorge Milchberg, Mike Hazlewood) - 3:26
3. 天国への道 - "Woyaya" (Teddy Osci, Sol Amarfio, M.Tontoh, R.Bedeau, W.Richardson, L.Amao, R.Bailey(Osibisa)) - 3:15
4. バーバラ・アレンの伝説 - "Barbara Allen" (Traditional) - 5:22
5. もうひとつの子守歌 - "Another Lullaby" (Jimmy Webb) - 3:29

### 2012年デジタルリマスター盤ボーナストラック
1. 青春の旅路(Single Version) - "Traveling Boy (Single Version)" (Paul Williams, Roger Nichols) - 3:39
2. セカンド・アヴェニュー - "Second Avenue" (Tim Moore) - 2:50